# Tour de França de 1975
L'edició del Tour de França de 1975, 62a edició de la cursa francesa, es disputà entre el 26 de juny i el 20 de juliol de 1975, amb un recorregut de 4.000 km distribuïts en un pròleg i 22 etapes, dues d'elles amb dos sectors.
Hi van prendre part 140 ciclistes repartits entre catorze equips de deu corredors, dels quals 86 arribaren a París, destacant l'equip Bianchi, que ho feu amb l'equip al complet. Per contra, l'equip Jolly Ceramica abandonà al complet.
La sortida d'aquesta edició, així com la primera etapa, es va disputar a Bèlgica. En aquesta edició es crea el mallot a punts vermells que identifica el vencedor del gran premi de la muntanya. A més a més, s'eliminen les bonificacions en les etapes planes. Una altra novetat serà l'arribada de la cursa a l'Avinguda dels Camps Elisis de París.
Eddy Merckx era el gran favorit per aconseguir la seva sisena victòria final, però finalment el vencedor fou el francès Bernard Thévenet que s'aprofità del defalliment patit per Merckx en l'etapa del Puy-de-Dôme després que un espectador li donés un cop de puny al fetge.

## Resultats

### Classificació general
| Classificació General                 | Classificació General | Classificació General | Classificació General |
| ------------------------------------- | --------------------- | --------------------- | --------------------- |
| 1.                                    | Bernard Thévenet      | França                | 114h 35' 31"          |
| 2.                                    | Eddy Merckx           | Bèlgica               | + 2' 47"              |
| 3.                                    | Lucien van Impe       | Bèlgica               | + 5' 01"              |
| 4.                                    | Joop Zoetemelk        | Països Baixos         | + 6' 42"              |
| 5.                                    | Vicente López Carril  | Espanya               | + 19' 29"             |
| 6.                                    | Felice Gimondi        | Itàlia                | + 23' 05"             |
| 7.                                    | Francesco Moser       | Itàlia                | + 24' 13"             |
| 8.                                    | Josef Fuchs           | Suïssa                | + 25' 51"             |
| 9.                                    | Edward Janssens       | Bèlgica               | + 32' 01"             |
| 10.                                   | Pedro Torres Cruces   | Espanya               | + 35' 36"             |
| 140 participats, 86 acabaren la cursa |                       |                       |                       |

### Gran Premi de la Muntanya
| 1r | Lucien Van Impe | 285 pts |
| 2n | Eddy Merckx     | 206 pts |
| 3r | Joop Zoetemelk  | 171 pts |

### Classificació de la Regularitat
| 1r | Rik van Linden  | 342 pts |
| 2n | Eddy Merckx     | 240 pts |
| 3r | Francesco Moser | 199 pts |

### Classificació per equips
| 1r | Gan-Mercier |

### Altres classificacions
| Millor Jove   | Francesco Moser |
| Metes Volants | Marc Demeyer    |
| Combativitat  | Eddy Merckx     |

### Etapes
| Etapa  | Data         | Recorregut                           | Km         | Guanyador             | Líder            |
| Pròleg | 26 de juny   | Charleroi - Charleroi                | 6,25 (CRI) | Francesco Moser       | Francesco Moser  |
| 1a (1) | 27 de juny   | Charleroi- Molenbeek                 | 94         | Cees Priem            | Francesco Moser  |
| 1a (2) | 27 de juny   | Molenbeek- Roubaix                   | 108,5      | Rik Van Linden        | Francesco Moser  |
| 2a     | 28 de juny   | Roubaix- Amiens                      | 121,5      | Ronald De Witte       | Francesco Moser  |
| 3a     | 29 de juny   | Amiens- Versalles                    | 169,5      | Karel Rottiers        | Francesco Moser  |
| 4a     | 30 de juny   | Versalles- Le Mans                   | 223        | Jacques Esclassan     | Francesco Moser  |
| 5a     | 1 de juliol  | Sablé-sur-Sarthe - Merlin-Plage      | 222,5      | Theo Smit             | Francesco Moser  |
| 6a     | 2 de juliol  | Merlin-Plage- Merlin-Plage           | 16 (CRI)   | Eddy Merckx           | Eddy Merckx      |
| 7a     | 3 de juliol  | Saint-Gilles-Croix-de-Vie - Angulema | 235,50     | Francesco Moser       | Eddy Merckx      |
| 8º     | 4 de juliol  | Angulema- Bordeus                    | 134        | Barry Hoban           | Eddy Merckx      |
| 9a (1) | 6 de juliol  | Lengon - Fleurance                   | 131        | Theo Smit             | Eddy Merckx      |
| 9a(2)  | 6 de juliol  | Fleurance- Auch                      | 37,4 (CRI) | Eddy Merckx           | Eddy Merckx      |
| 10a    | 7 de juliol  | Aush- Pau                            | 206        | Felice Gimondi        | Eddy Merckx      |
| 11a    | 8 de juliol  | Pau- Saint-Lary-Soulan               | 160        | Joop Zoetemelk        | Eddy Merckx      |
| 12a    | 9 de juliol  | Tarbes - Albi                        | 242        | Gerrie Knetemann      | Eddy Merckx      |
| 13a    | 10 de juliol | Albi- Super Lioran                   | 260        | Michel Pollentier     | Eddy Merckx      |
| 14a    | 11 de juliol | Aurillac - Puy de Dôme               | 173,5      | Lucien Van Impe       | Eddy Merckx      |
| 15a    | 13 de juliol | Niça - Pra-Loup                      | 217,5      | Bernard Thévenet      | Bernard Thévenet |
| 16a    | 14 de juliol | Barcelonnette - Serre Chevalier      | 107        | Bernard Thévenet      | Bernard Thévenet |
| 17a    | 15 de juliol | Valloire - Avoriaz                   | 225        | Vicente López Carril  | Bernard Thévenet |
| 18a    | 16 de juliol | Morzine - Chatel                     | 40 (CRI)   | Lucien Van Impe       | Bernard Thévenet |
| 19a    | 17 de juliol | Thonon-les-Bains - Chalon sur Saône  | 229        | Rik Van Linden        | Bernard Thévenet |
| 20a    | 18 de juliol | Pouilly-en-Auxois - Melun            | 256        | Giacinto Santambrogio | Bernard Thévenet |
| 21a    | 19 de juliol | Melun- Senlis (Oise)                 | 220,5      | Rik Van Linden        | Bernard Thévenet |
| 22a    | 20 de juliol | París - París                        | 163,35     | Walter Godefroot      | Bernard Thévenet |